# By the Law of Music

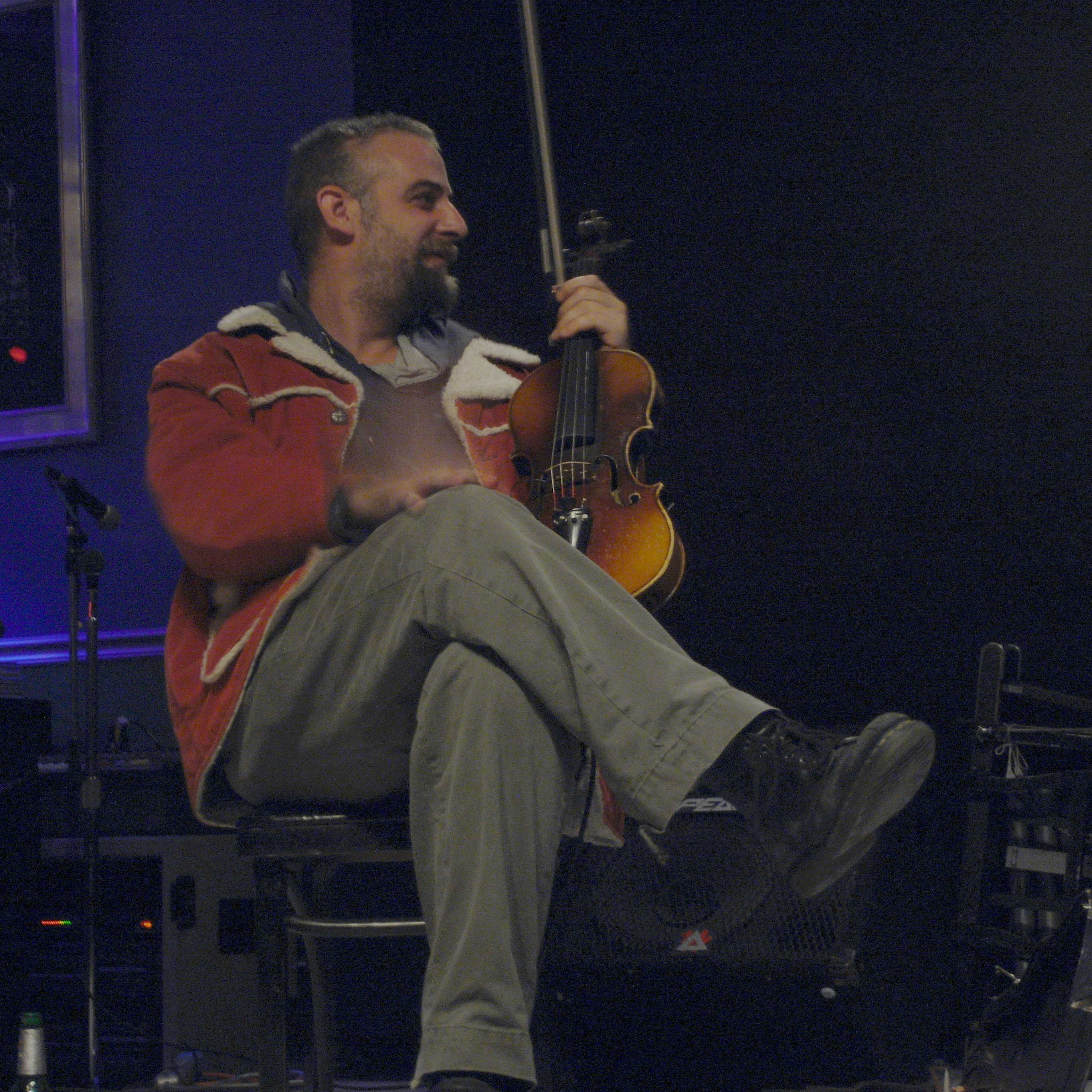
Mat Maneri

By the Law of Music ist ein Musikalbum von Matthew Shipp und seinem String Trio mit William Parker und Mat Maneri. Es wurde am 5. August 1996 in New York City aufgenommen und erschien 1997 bei HatHut Records. 2002 wurde das Album bei HatOLOGY wiederveröffentlicht.

## Das Album
Bereits Anfang der 1990er Jahre hatte der Pianist Matthew Shipp mit dem Bassisten William Parker in der Band von David S. Ware zusammengearbeitet; ab 1997 spielte Shipp außerdem im Trio des Violinisten Mat Maneri. Neben seinen Produktionen für das Label Thirsty Ear, als dessen künstlerischer Leiter er für die Reihe Blue Series fungierte, legte er Mitte der 1990er Jahre auch einige Alben für das HatHut-Label vor, darunter By the Law of Music, das erste mit seinem String Trio.
Ben Ratliff geht in seinen Liner Notes der ersten Ausgabe von 1996 auf Shipps Nähe zu Johann Sebastian Bach und den klassischen Komponisten des 20. Jahrhunderts ein; er zitiert die Feststellung des Pianisten, der meine, „er wisse nicht, was Jazz sei“. In diesem Sinne enthalte die Musik des Albums, wie auch immer man dies nenne, eine Verbindung von „Elementen freier Improvisation, melodischer Erfindungen und synkopierter Rhythmen.“ Solitude, der das Album abschließende Standard von Duke Ellington ziehe eine Verbindungslinie zur Tradition, die improvisierte Musik außerhalb von vorgefassten Meinungen stelle.
“Ellington is my favorite mood creator”, meint Matthew Shipp, “I think of piano as paint and sculpture, and when I think of it as paint, he’s what I think of.”
Shipps Version von Solitude ist aggressiv: „der heiße, rhythmisch angelegte jungle sound von Ellingtons Bands der späten 1920er ist etwas, dem sich Shipp nahe fühlt.“
Die ersten zwölf Titel des Albums bestehen aus einer Suite, nach einer knappen Pianosolo-Einleitung beginnend mit dem Titelstück. Dick Stafford meinte hierzu: „Der Komponist vergleicht sein Werk mit Mathematik oder einer metaphysischen Formel und beschreibt sein Werk als a kinetic grid [ein kinetisches Raster].“
„In Kraft sind die Prinzipien der Rekapitulation und der Variation, indem sich bestimmte Themen in dem Dutzend einzelner Improvisationen wiederauftreten. […] Shipp postuliert verschiedene Ideen als einen Clip, stark konzentriert, gelegentlich auf repetitive Figuren oder mikrokosmische Darstellungen setzend. […] Die beiden Wiederholungen von Grid spielt er selbst - mutiges impromptu-Piano auf Augenhöhe mit [Cecil] Taylor oder [Keith] Jarrett.“ Freies Ensemblespiel, in dem „das Trio zu einer Kraft anwächst, sind Titel wie Whole Movement oder P X.“
Als kammermusikalische Triosession mit der Verwendung freier Improvisation und Splittern ausgeschriebener Melodien sieht Ben Ratliff eine der naheliegenden Bezugspunkte für das Matthew Ship-Trio im Jimmy-Giuffre-Trio mit Paul Bley Ende der 1960er Jahre.
Die Zusammenarbeit des Matthew Shipp String Trio setzte sich 1997 mit dem Album Strata fort; 2011 erschien das Album Expansion, Power, Release (hatOLOGY 558), 2019 Symbolic Reality (RogueArt).

## Bewertung des Albums

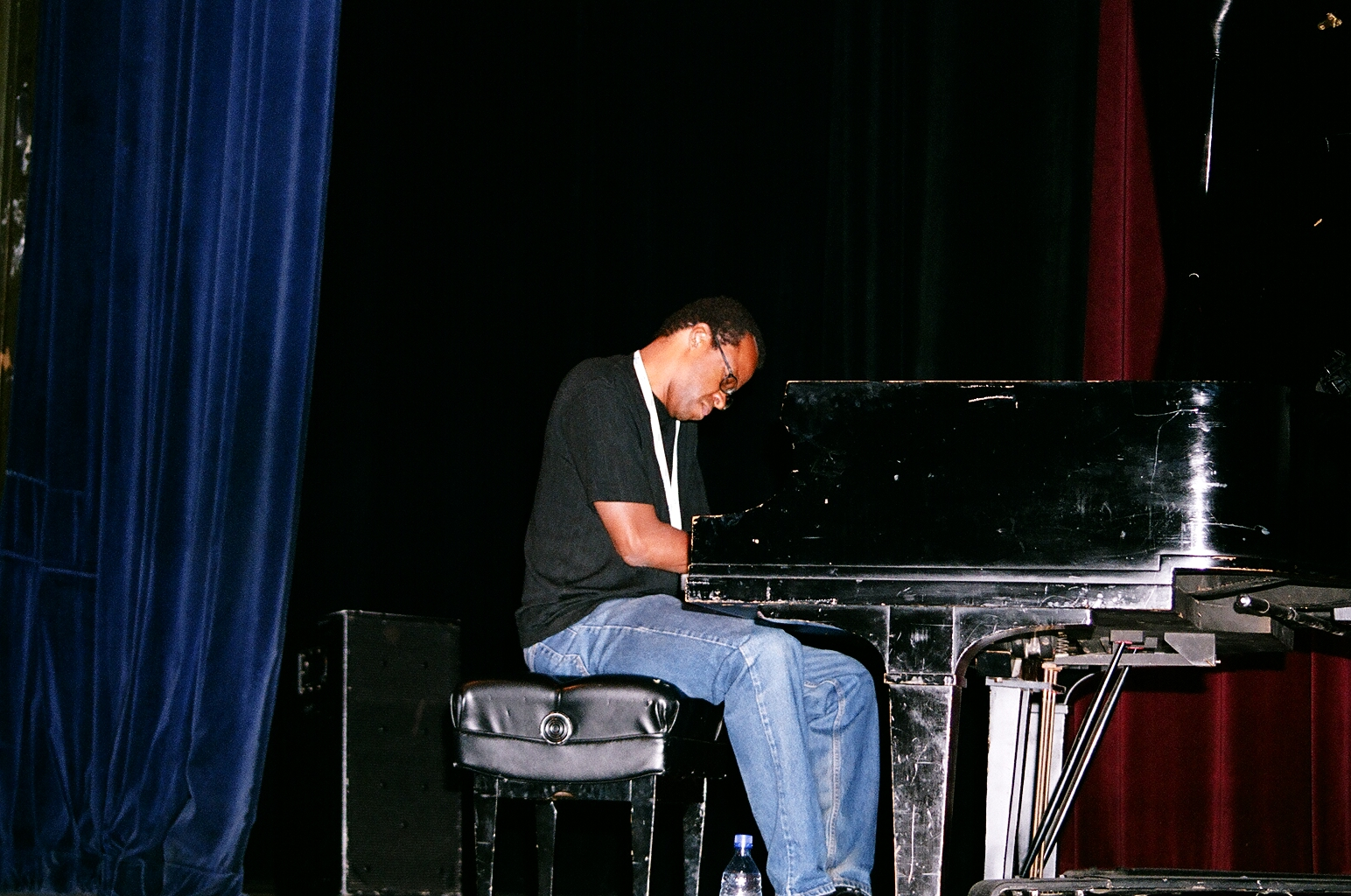
Matthew Shipp

Das Album erhielt durchweg positive Kritiken; das Musikmagazin CMJ New Music Monthly bezeichnete 1998 By the Law of Music als Höhepunkt Shipps bisherigen Schaffens und Jazz.com nahm das Titelstück in die Reihe der Twelve essential Matthew Shipp Tracks auf. Dessen Autor Steve Greenlee schrieb dazu:

“When Shipp plays, you can hear him thinking. He seems always to be trying to reconcile his intellectual approach with his predilection to put his fist through the keys. Here’s a good example. His analytical, mathematical mind begins to twist his own piece, and then his power takes over. All the while, Parker and Maneri must conform to his will and help him find his way, which they do. In less than three minutes, this tune takes us all over the map”

Steve Loewy, der Kritiker des Allmusic, bewertete das Album mit vier von fünf Sternen und betonte in seiner Besprechung „das romantische Flair von Shipps Kompositionen, durchtränkt mit dem Geist ausgeklügelter Entdeckung und komplexer Verbindungen, aber was sie so fesselnd macht, ist die Art und Weise, wie sie das Trio interpretiert, indem sie jedes Stück im Sinn nach Vollständigkeit klingen lassen.“ Shipps Kompositionen im Besonderen seien „systematische Konstruktionen, die in der Rückschau durchaus in sich logischen Pfaden folgen“.
Glenn Astarita bezeichnete das Album als empfehlenswert und schrieb 2002 in All About Jazz:

“They venture into what has now become familiar territory – where the band delves into microtonal patterns, and shifting tonalities. The trio also implements various odd-metered time signatures amid a matrix-like platform. The album title might serve as an antithesis to the musicians’ musical output. As they seemingly defy the laws of music via sequences of counterbalancing motifs, and free form improv interspersed with John Cage-like concepts. On “Fair Play”, Parker establishes a fervent pace due to his steady, walking bass lines as Shipp and Maneri render interweaving statements that develop into subsequent mini-motifs. Otherwise, the respective musicians have made significant advances since the onset of this release.”

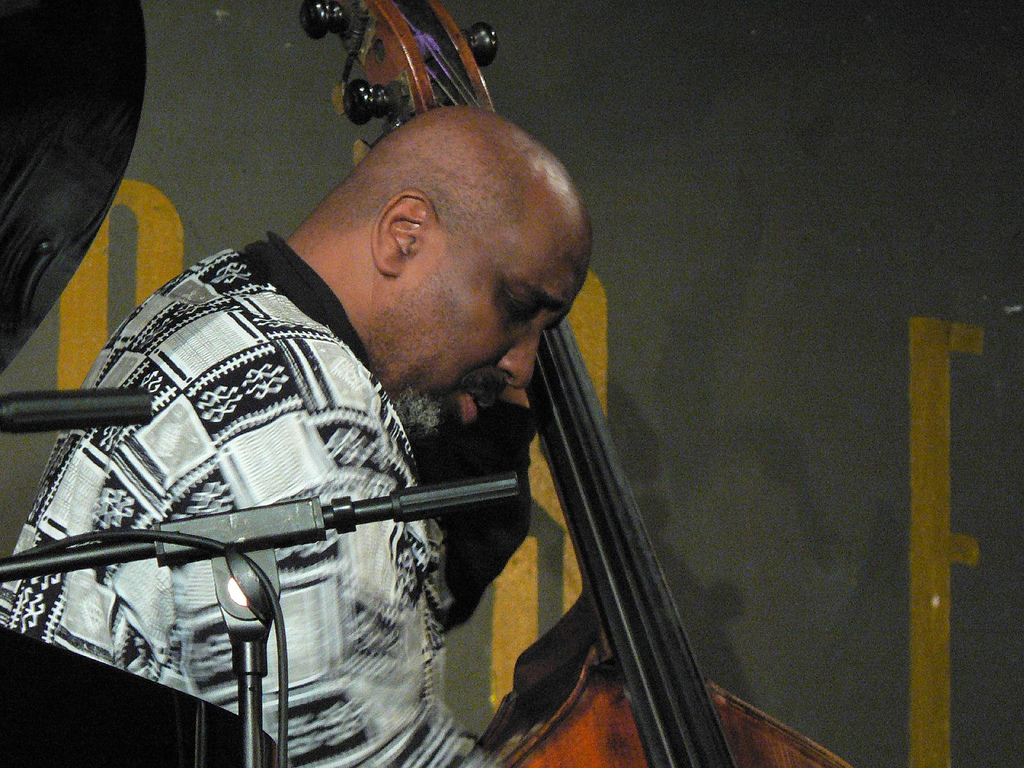
William Parker

Dick Stafford bezeichnet es als gehaltreiche Musik sowohl hinsichtlich seiner Wurzeln als auch seiner Experimentierfreude. Der Autor geht auf Shipps Vorbilder Bud Powell und Thelonious Monk ein; dabei erwähnt er auch den Einfluss Duke Ellingtons, was den Anschlag und die orchestrale Spielhaltung dieser Musik angehe. „schamlose Weiterführung der freien Klänge, die Ende der 60er und in den 1970ern von Spielern wie Cecil Taylor und Pharoah Sanders eingeführt wurden.“
Der Autor geht auch auf die Beiträge des Violinisten Mat Manieri ein, dessen Spiel „eine faszinierende Mischung aus konventionellen Klängen und eher experimentellen Effekten“ sei. William Parker sei ein gleichberechtigtes Teil des Trios und sein pizzicato-Stil sei hier besonders angemessen. In den verschiedenen Solopassagen des Pianisten seien die unzähligen Einflüsse in Shipps Spiel präsent. Auch wenn dafür der Terminus Free Jazz bestehe, sei ein „starkes Maß an Kontrolle im Konzept und in der Darbietung des Bandleaders.“ Nach der Suite sei es „ein zusätzliches Vergnügen, das eher konventionelle Ellington-Stück als Schlussnummer dieser Platte zu hören. Mit wiederholtem Abspielen genoss ich diese Veröffentlichung zunehmend und möchte sie jedem Hörer empfehlen, der etwas klein wenig Experimentelles versuchen will.“ Dies sei „Kunst von hoher Qualität.“

## Die Titel
- Matthew Shipp String Trio – By The Law Of Music (hatART CD 6200, hatOLOGY 574)
  1. Signal – 0:17
  2. By the Law of Music – 2:51
  3. Implicit – 6:58
  4. Fair Play – 5:00
  5. Grid – 6:45
  6. Whole Movement – 3:05
  7. Game of Control – 7:56
  8. Point to Point – 4:21
  9. P X – 3:28
  10. Grid – 5:36
  11. Coo – 5:05
  12. X Z U – 4:31
  13. Solitude (Ellington) – 4:53
- Alle anderen Kompositionen stammen von Matthew Shipp.